# Lankesteria amaroucii
Lankesteria amaroucii is een soort in de taxonomische indeling van de Myzozoa, een stam van microscopische parasitaire dieren. Het organisme komt uit het geslacht Lankesteria en behoort tot de familie Lecudinidae. Lankesteria amaroucii werd in 1873 ontdekt door Giard.